# Nadine Riesen
Nadine Riesen, född den 11 april 2000 i Sankt Gallen, är en schweizisk fotbollsspelare.

## Karriär
Nadine Riesen inledde sin seniorkarriär i FC St. Gallen år 2015. Hon värvades 2019 av BSC YB innan hon 2021 flyttade till FC Zürich. 2023 kontrakterades hon av Eintracht Frankfurt. Hon har även representerat det schweiziska damlandslaget där hon debuterade år 2019. Riesen var bland annat målskytt när Schweiz mötte Norge i EM på hemmaplan år 2025.